# Cahuilla
Os Cahuilla são nativos americanos do sul da Califórnia. Seu território original incluía toda uma área de  2,400 milha quadradas (6,22 km2). O tradicional território Cahuilla é perto do centro geográfico do Sul da Califórnia. É limitado ao norte pela Serra de San Bernardino